# Hermann Loew
Friedrich Hermann Loew (19 de juliol de 1807, Weißenfels, † 21 d'abril de 1879 Halle (Saale)) fou un entomòleg alemany.

## Biografia
Fou professor de matemàtica i d'història natural a Poznań i posteriorment va treballar com a professor i director de l'escola a Meseritz. També es va fer políticament actiu i va ser un dels representants del Parlament de Frankfurt des del 18 de Juny 1848 fins al 20 de maig de 1849 i en el període 1874/76 de la Càmera prussiana.
Els seus assoliments científics inclouen, en particular, el seu treball sobre les mosques (Insecta: Diptera).
Loew va descriure, entre altres nombroses mosques a (Asilidae) que va descriure per primera vegada. La major part de la seva col·lecció es troba ara al Museu d'Història Natural de Berlín.

## Obra
- 1837: Dipterologische Notizen. In: Wiener Entomologische Monatsschrift. 1: 1–10, Wien 1837.
- 1840: Über die im Großherzogtum Posen aufgefundenen Zweiflügler [Reprint: Bemerkungen über die in der Posener Gegend einheimischen Arten mehrerer Zweiflügler-Gattungen. Posen, 1840, p. 1–40]. In: Isis 512–584, Jena 1840.
- 1844: Beschreibung einiger neuer Gattungen der europäischen Dipterenfauna. In: Stettiner entomologische Zeitung v. 5, p. 114–130, 154–173, 165–168, Szczecin (= Stettin) 1844.
- 1844: Dioctria hercyniae, eine neue Art. In: Stettiner entomologische Zeitung 5: 381–382, Szczecin (= Stettin) 1844.
- 1847: Dipterologisches. In: Stettiner entomologische Zeitung 8: 368–376, Szczecin (= Stettin) 1847.
- 1847: Über die europäischen Raubfliegen (Diptera, Asilica). In: Linnaea entomologica 2: 384–568, 585–591, Szczecin (= Stettin) und Berlin 1847.
- 1847: Nomina systematica generum dipterorum, tam viventium quam fossilium, secundum ordinem alphabeticum disposita, adjectis auctoribus, libris in quibus reperiuntur, anno editionis, etymologia et familiis ad quas pertinent. In: Agassiz: Nomenclator zoologicus. Solothurn 1847, Fasc. 9/10
- 1848: Ueber die europäischen Arten der Gattung Eumerus. In: Stettiner entomologische Zeitung 9: 118–128, Szczecin (= Stettin) 1848.
- 1848: Ueber die europäischen Raubfliegen (Diptera, Asilica). In: Linnaea entomologica 3: 386–495, Szczecin (= Stettin) und Berlin 1848.
- 1849: Ueber die europäischen Raubfliegen (Diptera, Asilica). In: Linnaea entomologica 4: 1–155, Szczecin (= Stettin) und Berlin 1849.
- 1850: Ueber den Bernstein und die Bernsteinfauna. In: Programm K. Realschule zu Meseritz 1850 p. 1–4, 1–44, Berlin 1850.
- 1851: Bemerkungen über die Familie Asiliden. In: Programm K. Realschule zu Meseritz 1851 p. 1–22, Berlin 1851.
- 1851: Nachträge zu den europäischen Asiliden. In: Linnaea entomologica 5: 407–416, Szczecin (= Stettin) und Berlin 1851.
- 1852: Diagnosen der Dipteren von Peter's Reise in Mossambique. In: Bericht über die Verhandlungen der Königlichen Preussischen Akademie der Wissenschaften zu Berlin 1852. p. 658–661, Berlin 1852.
- 1853: Neue Beiträge zur Kenntnis der Dipteren. Erster Beitrag. In: Programm K. Realschule zu Meseritz 1853 p. 1–37, Berlin 1853.
- 1854: Neue Beiträge zur Kenntnis der Dipteren. Zweiter Beitrag. In: Programm K. Realschule zu Meseritz 1854 p. 1–24, Berlin 1854.
- 1855: Vier neue griechische Diptera. In: Stettiner entomologische Zeitung 16: 39–41, Szczecin (= Stettin) 1855.
- 1856: Diptera. In: Rosenhauer: Die Thiere Anadalusien nach dem Resultate einer Reise zusammengestellt. Blaesing, Erlangen 1856.
- 1856: Neue Beiträge zur Kenntnis der Dipteren. Vierter Beitrag. In: Programm K. Realschule zu Meseritz 1856 p. 1–57, Berlin 1856.
- 1857: Dipterologische Mittheilungen. In: Wiener Entomologische Monatsschrift 1: 33–56, S. 36–37, Wien 1857.
- 1857: Dipterologische Notizen. In: Wiener Entomologische Monatsschrift 1: 1–10, Wien 1857.
- 1857: Dischistus multisetosus und Saropogon aberrans, zwei neue europäische Dipteren. In: Stettiner entomologische Zeitung 18: 17–20, Szczecin (= Stettin) 1857.
- 1858: Bericht über die neueren Erscheinungen auf dem Gebiete der Dipterologie. In: Berliner entomologische Zeitschrift 2: 325–349, Berlin 1858.
- 1858: Beschreibung einiger japanischer Dipteren. In: Wiener Entomologische Monatsschrift 2: 100–112, Wien 1858.
- 1858: Bidrag till kännendomen om Afrikas Diptera. In: Öfvers. Svenska Vet. -Akad. Förhandl. 14 (9) 1857: 337–383 (342–367).
- 1859: Bidrag till kännendomen om Afrikas Diptera. In: Öfvers. Svenska Vet. -Akad. Förhandl. 15 1858: 335–341 (337–339).
- 1859: Ueber die europäischen Helomyzidae und die in Schlesien vorkommenden Arten derselben. In: Linnaea entomologica 13 1859: 3–80.
- 1860: Die Dipteren-Fauna Südafrikas. Erste Abtheilung. In: Abhandlungen des Naturwissenschaftlichen Vereins für Sachsen und Thüringen 2 (1858–1861): 56–402, 128–244, Halle.
- 1860: Drei von Herrn Dr.Friedr.Stein in Dalmatien entdeckte Dipteren. In: Wiener Entomologische Monatsschrift 4: 20–24, Wien 1860.
- 1861: Diptera aliquot in insula Cuba collecta. In: Wiener Entomologische Monatsschrift 5: 33–43, Wien 1861.
- 1861: Die europäischen Arten der Gattung Stenopogon. In: Wiener Entomologische Monatsschrift 5: 8–13, Wien 1861.
- 1862: Diptera Americae septentrionalis indigena. In: Berliner entomologische Zeitschrift 6: 185–232, 188–193, Berlin 1862.
- 1862: Diptera In: Zweiflügler In: Wilhelm C. H. Peters: Reise nach Mossambique auf Befehl Sr Maj. des Königs Friedrich Wilhelm IV. in den Jahren 1842–1848 ausgeführt. 5. Insecten u. Amphibien. Reimer, Berlin 1862.
- 1862: Ueber einige bei Varna gefangene Dipteren. In: Wiener Entomologische Monatsschrift 6: 161–175, Wien 1862.
- 1862: Ueber griechische Dipteren. In: Berliner entomologische Zeitschrift 6: 69–89, Berlin 1862.
- 1863: Enumeratio dipterorum quae C.Tollin ex Africa meridionali (Orangestaat, Bloemfontein) misit. In: Wiener Entomologische Monatsschrift 7: 9–16, Wien 1863.
- 1865: Ueber einige bei Kutais in Imeretien gefangene Dipteren. In: Berliner entomologische Zeitschrift 9: 234–242, Berlin 1865.
- 1866: Diptera Americae septentrionalis indigena. In: Berliner entomologische Zeitschrift 10: 1–54, 15–37, Berlin 1866.
- 1868: Cilicische Dipteren und einige mit ihnen concurrirende Arten. In: Berliner entomologische Zeitschrift 12: 369–386, Berlin 1868.
- 1869: Beschreibungen europäischer Dipteren. Systematische Beschreibung der bekannten europäischen zweiflügligen Insecten von Johann Wilhelm Meigen I: 61-121. Halle 1869.
- 1870: Diptera. In: L. von Heyden: Entomologische Reise nach dem südlichen Spanien der Sierra Guadarrrama und Sierra Morena, Portugal und den Cantabrischen Gebirge mit Beschreibung der neuen Arten. Berlin 1870, p. 211–212.
- 1870: Lobioptera speciosa Meig. und decora nov.sp.. In: Zeitschrift für die gesamte Naturwissenschaft 35: 9–14, Braunschweig, Berlin-Dahlem 1870.
- 1870: Ueber die von Herrn Dr.G.Seidlitz in Spanien gesammelten Dipteren. In: Berliner entomologische Zeitschrift 14: 137–144, Berlin 1870.
- 1871: Beschreibungen europäischer Dipteren. Systematische Beschreibung der bekannten europäischen zweiflügligen Insecten von Johann Wilhelm Meigen II: 70-196. Halle 1871.
- 1872: Diptera Americae septentrionalis indigena. In: Berliner entomologische Zeitschrift 16: 49–115, 62–74, Berlin 1872.
- 1873: Bemerkungen über die von Herrn F. Walker im 5. Bande des Entomologist beschriebenen ägyptischen und arabischen Dipteren. In: Zeitschrift für die gesamte Naturwissenschaft 42: 105–109, Braunschweig, Berlin-Dahlem 1873.
- 1873: Beschreibungen europäischer Dipteren. Systematische Beschreibung der bekannten europäischen zweiflügligen Insecten von Johann Wilhelm Meigen III: 120-144. Halle 1873.
- 1874: Diptera nova a Hug.Theod.Christopho collecta. In: Zeitschrift für die gesamte Naturwissenschaft 43, Neue Folge 9: 413–420, Braunschweig, Berlin-Dahlem 1874.
- 1874: Neue nordamerikanische Dasypogonina. In: Berliner entomologische Zeitschrift. 18: 353–377, Berlin 1874.
- 1874: Ueber die Arten der Gattung Blepharotes Westw. In: Zeitschrift für die gesamte Naturwissenschaft 10 (44): 71–75, Braunschweig, Berlin-Dahlem 1874.
- 1881: Stein: Die Löw’sche Dipteren-Sammlung. In: Stettiner Entomologische Zeitung 42: 489–491, Szczecin (= Stettin) 1874.